# Corumbá
Corumbá är en stad och kommun i västra Brasilien och ligger i delstaten Mato Grosso do Sul. Staden är belägen längs Paraguayfloden vid gränsen mot Bolivia, i det vidsträckta våtmarksområdet Pantanal. Den bolivianska staden Puerto Suárez ligger på andra sidan gränsen. Folkmängden uppgår till cirka 100 000 invånare.

## Administrativ indelning
Kommunen var år 2010 indelad i sju distrikt:
- Albuquerque
- Amolar
- Coimbra
- Corumbá
- Nhecolândia
- Paiaguás
- Porto Esperança

## Befolkningsutveckling
| Område              | Areal (km²)   | Invånarantal 1 augusti 2000 | Invånarantal 1 augusti 2010 | Invånarantal 1 juli 2014 |
| ------------------- | ------------- | --------------------------- | --------------------------- | ------------------------ |
| Kommun              | 64 962,72     | 95 701                      | 103 703                     | 108 010                  |
| Urban befolkning    | Ingen uppgift | 86 144                      | 93 452                      | Ingen uppgift            |
| ...varav centralort | Ingen uppgift | 84 447                      | 91 982                      | ingen uppgift            |